# 保衛細胞

保衛細胞的不均勻增厚模型（Asymmetric thickening model），顯示保衛細胞在膨壓增加下，內外兩側的細胞壁不均勻增厚而使細胞膨脹

保衛细胞（英語：Guard cells）是一對由植物表皮细胞特化而來的细胞，保衛细胞通常兩兩成對，構成一个氣孔。

## 细胞形状

### 双子叶植物
双子叶植物的保卫细胞的形狀通常呈現為雙半月形（曲折狀），保衛細胞在气孔内侧（腹侧）的細胞壁较厚而外側（背側）的细胞壁较薄。

### 單子叶植物
單子叶植物的保卫细胞通常为啞呤狀。

## 开闭原理

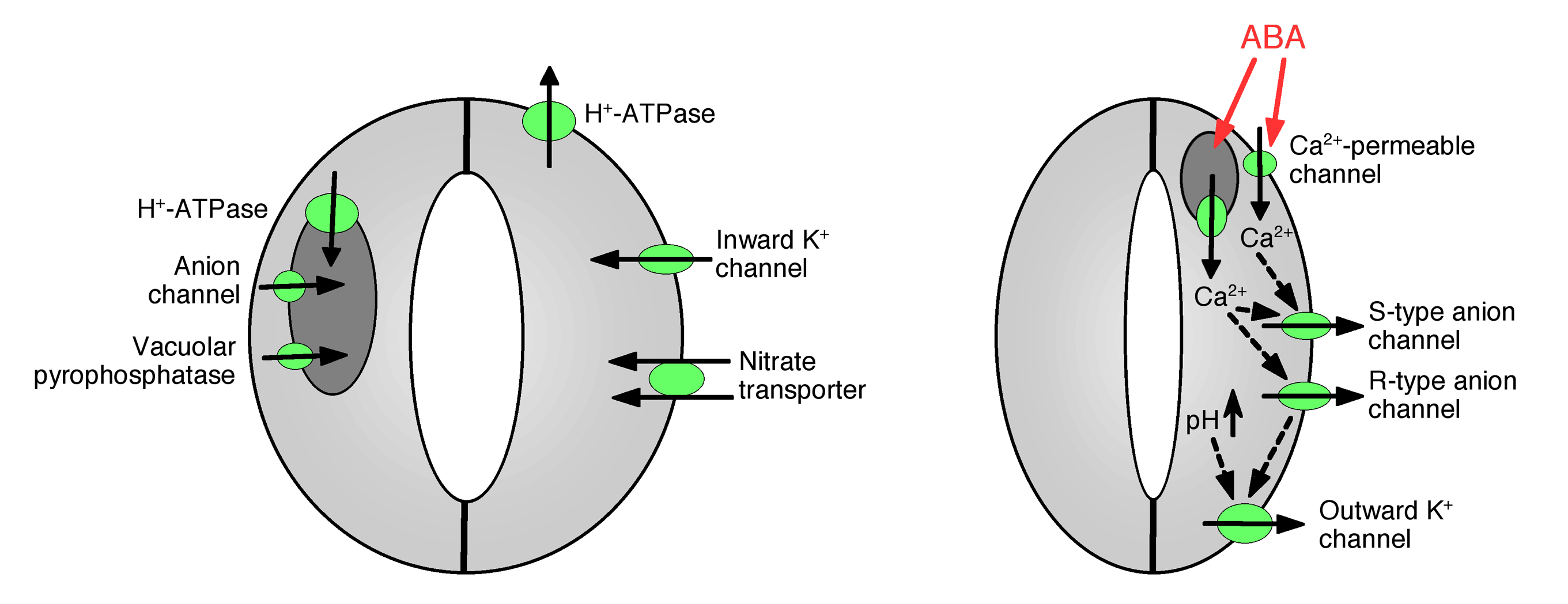
保衛細胞藉離子進出調節氣孔開合

當细胞膨脹時，往細胞壁較薄的絲絲一侧彎曲从而张开氣孔；而细胞萎縮時，細胞伸直，氣孔關閉。
保衛細胞的pH值降低時，葉的氣孔關閉。
膨壓變小時，保衛細胞變小，所行成的氣孔會打開，反之亦然。